# Seclantás
Seclantás es una pequeña localidad y municipio del departamento Molinos, provincia de Salta, en el noroeste de Argentina. 
El 18 de febrero de 1975 áreas del Pueblo de Seclantás fueron declaradas como Lugar Histórico Nacional por Decreto 370 del Poder Ejecutivo de la Nación.

## Población
Contaba con 306 habitantes (Indec, 2001), lo que representa un incremento del 67,2% frente a los 183 habitantes (Indec, 1991) del censo anterior.

## Distancias a otros puntos de la provincia de Salta
Salta Capital: 182 km (por RN 40 - RP 33 - RN 68) y 155 km (por RP 42 - RP 33 - RN 68)
Cachi: 25 km (por RN 40) y 27 km (por RP 55 "Camino a los artesanos")
Molinos: 18 km
Cafayate: 137 km

## Toponimia
Según la tradición popular, el nombre del pueblo provendría del del antiguo cacique "Seclanta", que habitaba con su nación en esos valles.

## Historia
Las tierras donde hoy se asienta el pueblo de Seclantás estaban pobladas originalmente por pueblos de la nación kakana. Luego de la conquista, el primer encomendero fue don Agustín Martínez de Iriarte. Con el paso de los años, estas tierras pasaron a ser propiedad de los descendientes del Capitán Pedro Díaz de Loria.  
En el año 1814 estas tierras fueron el punto de reunión de los patriotas en los valles, quienes organizados por don Pedro Alcántara de Ferreyra, vecino del lugar, constituyeron la "Junta vallista" que auxilió al general Manuel Belgrano en su retirada a Tucumán, tras las derrotas de Vilcapugio y Ayohuma, en la lucha por independizarse de la Corona española. Este hecho adquiere magnitud, pues se recuerda que en el valle vivían importantes familias realistas y que el último gobernador español que tuvo Salta, Nicolás Severo de Isasmendi, tenía su finca y vivía en esa época en Molinos.  
Seclantás sufrió la epidemia que azotó a Salta entre 1886 y 1887. El Presbítero Benjamín Olmos trabajó organizando una comisión de socorro en enero de 1887 que acogía y auxiliaba a los enfermos en la casa de la familia Díaz. Es por esta razón que el Hospital de Seclantás lleva hoy su nombre. 
En el potrero donde se realizó la Junta Vallista se ubica actualmente la plaza principal del pueblo, Plaza La Junta, y la antigua casa de la familia Díaz es hoy la hostería "El Capricho". 

## Patrimonio Cultural
Iglesia Nuestra Señora del Carmen
Construida entre los años 1827 y 1835, con el legado de don José Mariano Díaz ejecutado por su yerno, don Antonino Ibarguren. No se conoce el nombre de su constructor, que parece haberse inspirado en la Iglesia del vecino pueblo de Molinos por las grandes similitudes que refleja la fachada de ambos edificios. En su interior se observa la decoración pictórica más antigua en el altar, que fue repintado y a simple vista puede apreciarse pinturas más antiguas bajo la capa de pintura actual. La decoración de las paredes es posterior a la del altar. La imagen de Nuestra Señora del Carmen que se encuentra en el camarín principal del altar fue traída a lomo de mula desde Salta por encargo de la familia Díaz. La imagen peregrina es la que se entroniza y se saca en procesión para las fiestas patronales, se encuentra ubicada en la nave izquierda. En esa misma nave se observan las imágenes más antiguas de la Iglesia en el grupo escultórico de la Pasión: un Cristo que originalmente era una estatua yacente y ha sido modificado para ubicarlo sobre la cruz, un San Juan y una Virgen Dolorosa.

Capilla del Cementerio (o de la familia Díaz)
Fue construida en el año 1885 por el presbítero Benjamín Olmos, a instancias de Rosaura y Felisa Díaz, quienes encargaron su construcción para intalar allí un mausoleo para su hermano, Froilán Díaz. Los tres se encuentran enterrados en el atrio de la Capilla, junto con otras miembros de la familia. La Capilla es considerada única en su estilo en la provincia de Salta. En su interior, pinturas murales confeccionadas con la técnica de la carbonilla dejan reminiscencias de países europeos, de cuya pintura era gran admirador el pintor, pariente y amigo del Presbítero Olmos, Apolinar Durán. Si bien no se conoce la fecha de construcción del Cementerio aledaño a la capilla, la fachada de sencillas líneas neoclásicas data de 1903.

## Personas destacadas
- Federico Ibarguren (1832 - 1890), senador nacional y ministro de la Corte Suprema de Justicia;
- Pío Uriburu (1844 - 1920), gobernador de la provincia de Salta;
- Luis Linares (1867 - 1955), gobernador de la provincia de Salta y ministro de la Corte Suprema de Justicia de la Nación.

## Instituto Nacional de Tecnología Agropecuaria
Posee la Agencia INTA Seclantás.

## Turismo
Pródiga tierra de artesanos teleros, y cuna del poncho salteño, Seclantás es uno de los antiguos pueblos que se encuentran en las márgenes del río Calchaquí y a escasos metros de la RN 40.
Se halla estratégicamente ubicado en el centro de pueblos y lugares con gran atractivo histórico y turístico. Dista a 18 km de Molinos, 25 km de Cachi, y a 18 km de la Laguna de Brealito.
En la actualidad, el poblado se desarrolla prácticamente a partir de una calle principal. Casas con frescas galerías, techos de caña cubiertos con tortas de barro, frentes impecables en julio para honrar a la patrona. Cuenta con cajero automático, hospital, centro artesanal, cabina telefónica, almacenes, hostales y Camping Municipal, el lugar ideal para el descanso y las caminatas vespertinas. 

### Atractivos turísticos
- Cerro del Vía Crucis
- Iglesia Nuestra Señora del Carmen (1853)
- Capilla del cementerio (1885 - Monumento Histórico Provincial)
- El sur: en el sector de "La Bolsa", donde podrá apreciar pequeñas fincas que son cultivadas intensamente.
- Camino a los Artesanos: saliendo del pueblo hacia el norte, por la RP 55, el camino recorre una zona de fincas, donde trabajan y tienen sus telares los reconocidos artesanos teleros, quienes realizan con maestría ponchos, ruanas, chales y mantas tejidas con lana de llama y oveja.

En auto, a pocos kilómetros, puede visitar Seclantás adentro. Se cruza el Río Calchaquí hacia el oeste. Pasará por un antigal, luego podrá apreciar la gran cantidad de nogales y ricas fincas que se han desarrollado gracias a las dulces aguas del Río Brealitos. 
Algunas ofertas turísticas del lugar incluyen: visitar artesanos teleros en sus casas para admirar sus obras directamente: frazadas, telas, ponchos y tapices o en centro artesanal creado por ellos mismos, visitar bodeguitas familiares donde se hace el vino patero y el vino mistela.
Hacia el oeste, debajo de unas montañas escarpadas, se encuentra Brealitos, a sólo 12 km, un pintoresco pueblo que se desarrolla según el capricho del río de igual nombre. A unos 8 km de allí se accede a la Laguna de Brealito y Valles de Las Cuevas o Cuevas de Acsibi, de singular belleza.

### Festividades
- Festival El Seclanteño: primer fin de semana de enero
- Fiesta Patronal de la Virgen del Carmen: 16 de julio
- Fiesta Patronal de Santiago Apóstol: 25 de julio en Villa El Monte
- Fiesta Patronal de San Cayetano: 7 de agosto en Barrio San Cayetano
- Fiesta Patronal de San Isidro: 15 de mayo en Seclantás Adentro.
- Fiesta Patronal de la Virgen de las Mercedes: principios de octubre, en Brealito.

## Clima
A 2100 m s. n. m. el clima de esta villa es seco y árido, salvo en los meses de verano (enero-febrero), cuando registra las únicas precipitaciones del año. Los días son soleados y el invierno es frío e intenso con mínimas de hasta -17 °C. Con gran amplitud térmica. Máxima diurna, 18°C. Mínima de noche, -2 °C. La primavera es ventosa (agosto-septiembre). Los días y noches más fríos se registran en la segunda quincena de junio y primera de julio.

## Producción artesanal y agrícola

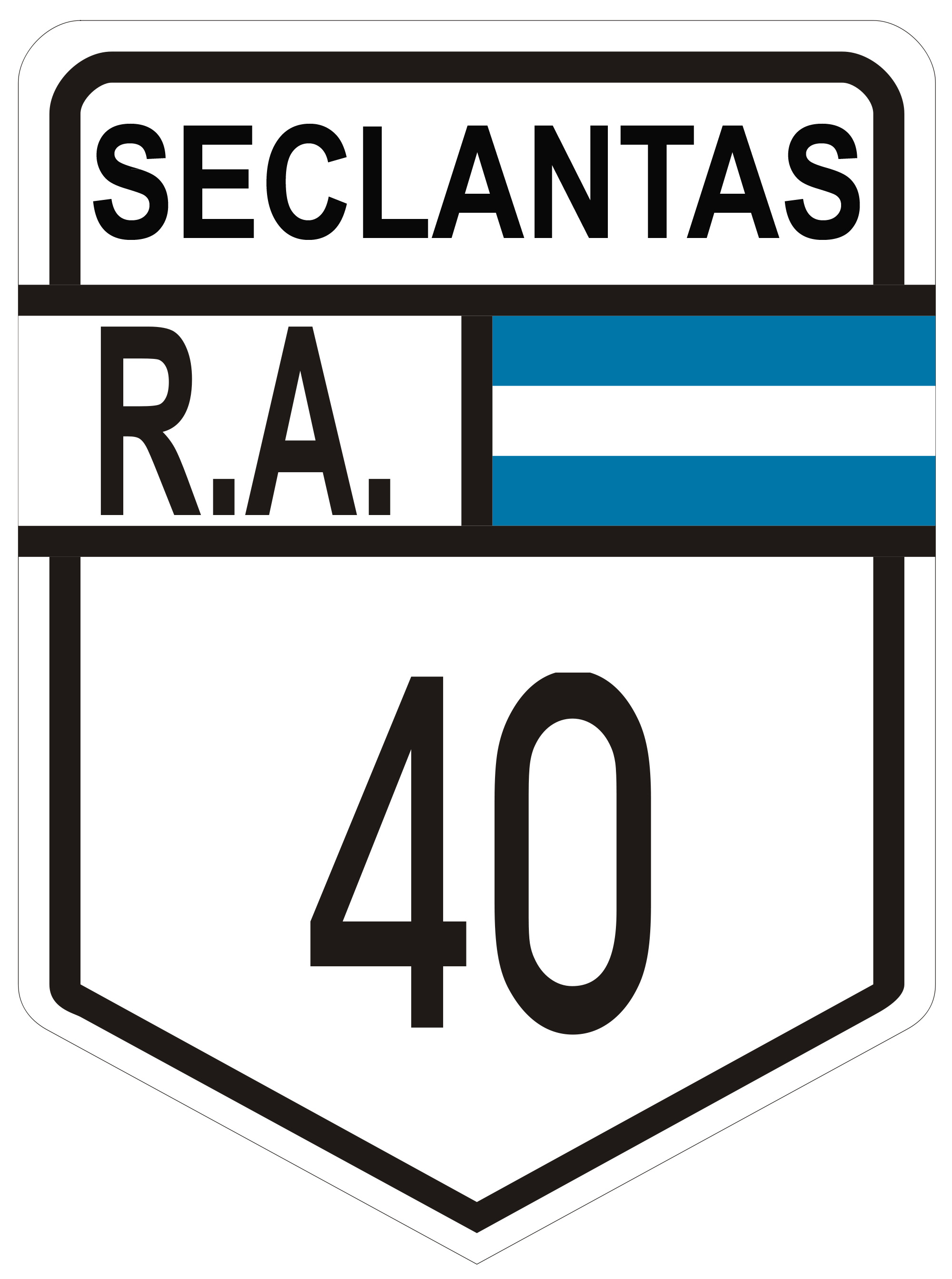
Seclantás forma parte del circuito turístico de la Ruta nacional 40.

Seclantás es conocida como la "cuna del poncho salteño" gracias a los artesanos de El Colte (a pocos km de Seclantás, hacia el norte). Algunas personas realizan pellones y otros trabajos en lana, cuero de vaca, oveja o cabra. También se producen y comercializan en la zona: cebolla, comino, pimentón, tomate, vino patero, mistela, pasas de uva, nueces.
Seclantás cuenta con el primer matadero de ganado menor y camélidos en manos de pequeños productores en toda la provincia de Salta. Inaugurado en agosto de 2021, fue realizado gracias al trabajo articulado entre la cooperativa BRESEC, ONG Red Valles de Altura, INTA AER Seclantás y Municipalidad de Seclantás, con aportes del Gobierno provincial. Es gestionado por productores de Brealito y Seclantás.

## Salud y Seguridad
Seclantás cuenta con un pequeño pero eficiente hospital que tiene jurisdicción sobre el área operativa 48, "Hospital Presbítero B. Olmos". También hay un destacamento policial y una estación de Bomberos Voluntarios que cuenta con una autobomba completamente equipada para incendios forestales, y una moderna unidad de rescate.

## Sismicidad
La sismicidad del área de Salta es frecuente y de intensidad baja, y un silencio sísmico de terremotos medios a graves cada 40 años